# Dwór w Siedlcu
Dwór w Siedlcu – zabytkowy dwór w Siedlcu w powiecie częstochowskim. Dwór wzniesiono w 1841 roku. Został przebudowany, obecnie jest własnością prywatną.